# آبراهام گوتلوب ورنر
آبراهام گوتلوب ورنر (انگلیسی: Abraham Gottlob Werner؛ زاده ۲۵ سپتامبر ۱۷۴۹ درگذشته ۳۰ ژوئن ۱۸۱۷) یک دانشمند در زمینه زمین‌شناسی اهل آلمان بود. او ثابت کرد که سنگ‌ها و صخره‌ها از لایه‌های متفاوتی تشکیل شده‌اند.